# Choya (departement)
Choya is een departement in de Argentijnse provincie Santiago del Estero. Het departement (Spaans: departamento) heeft een oppervlakte van 6.492 km² en telt 33.720 inwoners.

## Plaatsen in departement Choya
- Choya
- Frías
- Laprida
- Tapso
- Villa La Punta